# Személyi Kálmán
Személyi Kálmán (Nagyvárad, 1884. január 19. – Szentes, 1946. augusztus 13.) magyar jogász, egyetemi tanár.

## Életpályája
Édesapja Nagyváradon a jogakadémia statisztika professzora, édesanyja pedagógus volt. 1902-től a budapesti egyetem joghallgatója volt, 1907-ben diplomázott. Ebben az évben avatták az állam- és jogtudományok doktorává. 1909-től a Budapesten dolgozott ügyvédként, közben a berlini jogi kar hallgatója is volt.  1915–1919 között a nagyváradi jogakadémia tanára volt. 1918-ban a pozsonyi egyetem jogi karán, 1921-ben a budapesti jogi karon szerzett magántanári képesítést, "római jog" tárgykörből. 1920-ban lett a budapesti egyetem magántanára, illetve ismét ügyvédként dolgozott. Ekkor jelentek meg a római jog és magánjogi témákban írott tanulmányai, monográfiái, valamint római jog tankönyve. 1938-ban lett a szegedi egyetem oktatója, 1938–1940 között a jogi tanszék vezetője volt. 1940–1944 között Kolozsvárott tanított. 1945–1946 között ismét Szegeden oktatott.

## Munkássága
Tudományos munkássága mind a római jog, mind pedig a magyar magánjog tekintetében jelentős, s kiterjedt a személyek jogára, a tulajdonjogra, de mindenekelőtt a kötelmi jogra. A személyek jogát illetően fontos kötete A nő magánjogi helyzetéről című tanulmánya 1918-ból. Előtte nagyon kevesen foglalkoztak ezzel a témával Magyarországon. Pályája kezdetét a Névjog című monográfia jelöli, amelyben bebizonyítja komoly római jogi, magyar jogtörténeti és magánjogi műveltségét, és egyben kitűnő elméleti és gyakorlati jogászi felkészültségét. További nagy kutatási területei a tulajdonátruházás egyik fontos kérdése, az ún. rendelkezési jog problematikája, valamint a római kötelmi jog. A négykötetes római jog tankönyve 1932-ben jelent meg, ami a jogászképzésben alapműnek számított. A szemelvények és gyakorlati feladatok a római jogból című példatára megfelelő latin nyelvismerettel és oktatói segédlettel még ma is jól használható az oktatásban.
Alakjának megrajzolásakor nem mulaszthatjuk el hangsúlyozni a jogtudós, a gyakorló jogász, és a humanista embertípus pozitív tulajdonságainak összefonódását. A gyakorlattól soha nem tudott elszakadni, és nem is nagyon akart. Rendkívül művelt jogászprofesszor volt, négy nyelven, angolul, németül, franciául és olaszul beszélt, amely lehetővé tette számára, hogy lépést tartson a nemzetközi római jogi szakirodalommal, és munkáinak színvonala megfelelt a korabeli európai nívónak.

## Művei
- A névjog: tanulmány a személyiségi jogok köréből. Budapest: Franklin-Társulat, 1915. 180 p.
- A nő magánjogi helyzetéről: két előadás:a Nagyváradi Jogakadémia népszerű főiskolai tanfolyamán 1918 febr. 6-án és 13-án tartotta. Nagyvárad: Láng Ny.., 1918. 39 p.
- A solutio jogi természetéről (Budapest, 1919)
- Az interpolatios kutató módszer. Pécs: Dunántúli Ny., 1929. 134 p.
- Római jog. Nyíregyháza:Jóba E. Ny. ; Kolozsvár : Minerva Ny., 1932-1941
  - 1. kötet: Bevezető tanok; Perjog. 1932. [6], 250 p.
  - 2. kötet: Dologi jog; Kötelmi jog; Családi és öröklési jog 2. kiad. 1941 250 p. Tárgymutató: p. 240-250.
- Kié a megítélt perköltség. Budapest: Grill K. 1937. 11 p.
- Keresztény eszmék-hatása a római kötelmi jog fejlődésére.Szeged: Városi Ny., 1939. 72 p.
- Római jog. Szeged: [s.n.], 1940. 44 p.
- Szemelvények és gyakorlati feladatok a római jogból. Kolozsvár: Minerva Ny., 1941. 76 p.
- Magánjogunk fejlődésének utolsó két évtizede. Kolozsvár: Nagy Ny., 1941. 37 p.
- Vétkességi fokozatok értékelése a római jogban (Kolozsvár, 1943)
- Római jog. Kolozsvár: [s.n.], 1943. 42 p.
- A római jogi gyakorlatok jelentősége a jogi oktatásban:a szakosztály 1943 május 12-i ülésén elhangzott előadások. Kolozsvár: Erdélyi Múzeum Egyesület, 1943. 29 p.